# 五間堂駅
五間堂駅（ごけんどうえき）は、かつて石川県能美郡根上町（現:能美市五間堂町）に位置していた北陸鉄道能美線の駅（廃駅）である。

## 歴史
- 1925年（大正14年）
  - 8月13日：能美電気鉄道の駅として開業。
  - 10月：付近の織物工場の荷物積み降ろしを目的として側線が設けられる。しかし側線は早い段階で撤去される[1]。
- 1939年（昭和14年）8月1日：金沢電気軌道の駅となる。
- 1980年（昭和55年）9月14日：能美線廃止に伴い廃駅。

## 駅構造
晩年は1面1線を有する地上駅で、木造の簡易待合室を設けていた。一時は駅員が配置されていたこともあったが、晩年は無人駅であった。当駅のホームは線路より北側に位置していた。

## 現状
鉄道路線廃止後、駅跡は公民館として利用されており、駅名標も再現されている。

## 隣の駅
北陸鉄道
能美線
寺井西口駅 - 五間堂駅 - 中ノ庄駅